# Xysticus imitarius
Xysticus imitarius là một loài nhện trong họ Thomisidae.
Loài này thuộc chi Xysticus. Xysticus imitarius được Willis J. Gertsch miêu tả năm 1953.